# SN 1996as
SN 1996as – supernowa typu II odkryta 3 września 1996 roku w galaktyce A210536-5222. W momencie odkrycia miała maksymalną jasność 17,50m.